# Disa graminifolia
Disa graminifolia é uma espécie de orquídea terrestre com pequenas flores, pertencente à subtribo Disinae. Apesar de ter sido classificada em Herschelianthe por alguns anos após 1983, análises moleculares recentes comprovaram seu melhor posicionamento no gênero Disa. É a espécie-tipo da seção Herschelianthe.
Esta espécie é orgirinária da província do Cabo Setentrional, na África do Sul. Trata-se de planta delicada, com aparência gramínea, de poucas folhas macias, com inflorescências de poucas flores, geralmente azuladas, com pétalas falcadas e labelo ovalado.